# Cyathea werffii
Cyathea werffii är en ormbunkeart som beskrevs av Robbin C. Moran. Cyathea werffii ingår i släktet Cyathea och familjen Cyatheaceae. Inga underarter finns listade.